# Budynek przy ul. Gregorkiewicza 9 w Toruniu
Budynek przy ul. Gregorkiewicza 9 w Toruniu – zabytkowy budynek mieszkalny, tzw. Dom Oficerski w toruńskiej dzielnicy Przedmieście św. Katarzyny.
Budynek trzykondygnacyjny, podpiwniczony, wybudowano w 1928 roku przez Fundusz Kwaterunku Wojskowego i przeznaczono dla oficerów Garnizonu Toruń. Zaprojektował go warszawski architekt Kazimierz Tołłoczko. Pierwotnie budynek miał stanąć w Warszawie przy ul. Ułańskiej, jednak ostatecznie projekt zrealizowano w Toruniu. W okresie PRL mieszkali tu przeważnie wraz z rodzinami lekarze ze szpitala wojskowego oraz członkowie orkiestry wojskowej.
Budynek wpisany jest do gminnej ewidencji zabytków (nr 2091).